# Cochylimorpha alternana
Cochylimorpha alternana es una especie de polilla del género Cochylimorpha, tribu Cochylini, familia Tortricidae. Fue descrita científicamente por Curtis en 1831.

## Distribución
La especie se distribuye por Inglaterra.